# Postument heraldyczny
Postument heraldyczny – zewnętrzny element herbu, na którym umieszczona jest tarcza herbowa, zwykle z trzymaczami.
Postument heraldyczny - obecny w heraldyce już w XV w. - wywodzi się z dekoracyjnego początkowo elementu wprowadzanego przez artystów przedstawiających herby, dla zachowania równowagi kompozycji, lub stworzenia iluzji głębi.
Stał się później jednym z elementów herbu, w większości krajów niemogącym być dowolnie stosowanym, lecz przyznawanym w nadaniu. W niektórych krajach, m.in. w Polsce stosowanie postumentu było dowolne i traktowane jako niemające znaczenia heraldycznego, czysto plastyczne wzbogacenie kompozycji.
Przedstawiany jest zwykle w trzech podstawowych formach:
- architektoniczny - jako ozdobnie profilowany gzyms, fragment muru, często naśladujący marmur. Dewiza herbowa bywa w tym przypadku przedstawiana często jako napis wykuty w kamieniu.
- plenerowy - fragment murawy, skał, rzadziej szerszego pejzażu lądowego lub morskiego. Czasem elementy tego przedstawienia (np. kwiaty) mają osobne heraldyczne znaczenie, m.in. w herbie Zjednoczonego Królestwa oset, róże i koniczyna są symbolami Szkocji, Anglii i Irlandii.
- ornamentalny - ozdobne ornamenty np. splecione ornamenty roślinne, stylizowane gałęzie, często splecione ze wstęgą dewizy.

## Przykłady postumentów

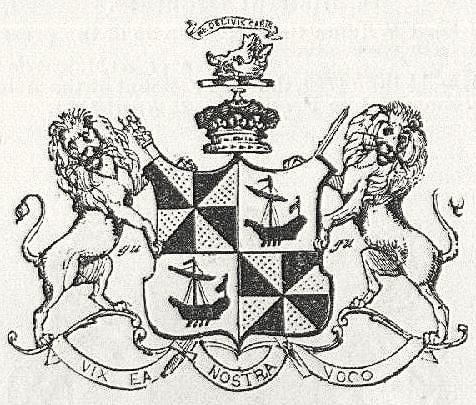
postument ornamentalny Duke of Argyll